# Scalidognathus
Scalidognathus es un género de arañas migalomorfas de la familia Idiopidae. Se encuentra en Seychelles y Sur de Asia. 

## Lista de especies
Según The World Spider Catalog 11.5:
- Scalidognathus montanus (Pocock, 1900)
- Scalidognathus nigriaraneus Sanap & Mirza, 2011
- Scalidognathus oreophilus Simon, 1892
- Scalidognathus radialis (O. Pickard-Cambridge, 1869)
- Scalidognathus seticeps Karsch, 1891
- Scalidognathus tigerinus Sanap & Mirza, 2011